# Make Them Die Slowly
Make Them Die Slowly è il secondo album in studio del gruppo musicale statunitense White Zombie, pubblicato il 6 febbraio 1989 dalla Caroline Records.
Il titolo si rifà al cannibal movie del 1981 Cannibal Ferox, che venne pubblicato negli Stati Uniti con questo nome. A differenza del primo album, che presentava sonorità noise rock, questo si sposta verso il thrash metal.

## Tracce
1. Demonspeed – 5:21
2. Disaster Blaster – 6:03
3. Murderworld – 6:10
4. Revenge – 4:22
5. Acid Flesh – 5:30
6. Power Hungry – 5:12
7. Godslayer – 7:12

## Formazione
- Rob Zombie - voce, illustrazioni
- Sean Yseult - basso
- John Ricci - chitarra
- Ivan de Prume - batteria